# أيها السادة اخلعوا الأقنعة (كتاب)
كتاب أيها السادة اخلعوا الأقنعة هو كتاب من تأليف الدكتور مصطفى محمود يتحدث فيه عن جميع الاتجاهات السياسية والاجتماعية والاقتصادية والدينية وتناول العديد من المشاكل الموجودة في الوقت الحالي بالشرق الأوسط ووهو الوقت المناسب لقراءة هذا الكتاب حيث تمتليء البلاد العربية بالثورات على نظام الحكم. «قبل أن نبدأ بالثورة على الحكم ونطالب بالتغيير يجب أن نقوم بالثورة على أنفسنا أولا ونتغلب على أنفسنا التي كل مايهمها هي المصلحة الشخصية.... يجب أن نضع مصلحة الوطن فوق كل المصالح ويكون اختيارنا دائما هو مصلحة الوطن».

## مقتطفات من الكتاب
- “ونحن العرب متخلفون حقاً ولكننا لسنا أغبياء”
- “اختلط الأمر في كل شيء حتى في «اللحى» فأصبحت ترى غابات من اللحى ولا تعرف ماذا تحتها، المشايخ لهم لحى ومطربو الديسكو لهم لحى والوجوديون لهم لحى والشيوعيون لهم لحى والهيبز لهم لحى ومدمنو المخدرات لهم لحى، وكلمات الإسلام يتاجر بها المؤمن والكافر ويسرح بها الكل في السوق”
- “إن اتفاق أقصى اليمين وأقصى اليسار ليس أمراً غريباً في الأزمات، فمراد الإثنين واحد.. كلاهما يهدف إلى قلبِ نظام الحكم... ولا مانع من أن يستخدم أحدهما الآخر كرافعةٍ يقلب بها النظام ثم يسارع قيلتقط الثمرة جاهزة دون أن يلوث يديه بدم الضحية.. واليسار الذكي يفعل هذا من داخل عباءة الخوميني.. إنه يدفع بالحوادث وينفخ في أوارها ويزج بها إلى حافة الانهيار.. الانهيار الاقتصادي.. والانهيار الاجتماعي.. حتى يطم الطوفان فيتقدم ليرث أرضاً تكره الدين من كثرة ما فعل الناس باسمه.. أرضاً حرثها له خصومه الأغبياء فلم يتركوا فيها حجراً على حجر..”
- “إنّ شكلنا الممزّق المهلهل يغري على الافتراس، كما يغري منظر الحملان الشاردة على عدوان الذئب.. وإسرائيل لن تضيع الفرصة.. ونحن على شفا جرف.. أما أن ننجو وإما أن نهلك.. وإذا كان لنا فرصة وحيدة فباجتماعنا عصبة واحدة وكلمة واحدة”
- “بات ضرورياً ألا نستمع إلى أي شئ في استسلام وحسن نية بل نصغى إليه في شك وارتياب وتحسب.”

## وصلات خارجية
- فيديو حلقات الدكتور مصطفى محمود.
- مدونة الدكتور مصطفى محمود.
- «كان نائماً في سكينة تامة لم يستيقظ منها»: ابنة مصطفى محمود لـ«العربية.نت»: العالم الكبير رحل في هدوء، العربية نت، 31 أكتوبر 2009.
- صفحة مصطفى محمود على موقع أبجد
- صفحة اقتباسات مصطفى محمود على موقع أبجد
- صفحة باسم الدكتور رائعة على الفيس بوك
- الفيلم الوثائقي العالم والايمان على اليوتيوب
- محمود تحميل كتب الدكتور مصطفى محمود كاملة pdf